# Wizards & Warriors
Wizards & Warriors, intitulado Densetsu no Kishi Elrond (伝説の騎士エルロンド, Legendary Knight Elrond) no Japão, é um jogo de plataforma de ação desenvolvido pela Rare e publicado pela Acclaim Entertainment para o Nintendo Entertainment System. Foi lançado na América do Norte em dezembro de 1987 e na Europa em 7 de janeiro de 1990. O jogador controla Kuros, "Cavaleiro Guerreiro dos Livros de Excalibur", enquanto ele parte para o Reino de Elrond para derrotar o mago maligno Malkil. Malkil mantém a princesa de Elrond cativa no Castelo IronSpire, nas profundezas das florestas de Elrond. O jogador luta por florestas, túneis e cavernas, enquanto coleta chaves, tesouros, armas e itens mágicos.
É o primeiro jogo da Acclaim como editora nacional e o segundo jogo de NES da Rare, depois de Slalom (1987). Nos meses que cercaram seus lançamentos na América do Norte e na Europa, Wizards & Warriors foi destaque em várias revistas de videogame, incluindo Nintendo Fun Club News, Nintendo Power e VideoGames & Computer Entertainment. Foi elogiado por seus gráficos, som, dificuldade e jogabilidade estilo arcade. Em 2010, a Retro Gamer o chamou de "uma experiência única para jogadores de NES em 1987" que estava "tecnicamente bem à frente de outros jogos para o console na época", mas atribuiu sua dificuldade relativamente baixa a permitir continues ilimitados sem penalidade. Wizards & Warriors foi seguido por três sequências: Ironsword: Wizards & Warriors II (1989), Wizards & Warriors X: The Fortress of Fear (1990) e Wizards & Warriors III: Kuros: Visions of Power (1992).

## Jogabilidade
Wizards & Warriors é um jogo de plataforma no qual os jogadores controlam Kuros através das florestas de Elrond até o Castelo IronSpire, onde ele deve derrotar Malkil e resgatar a princesa. Começando na floresta de Elrond, os jogadores exploram as árvores para encontrar itens e alcançar as cavernas e túneis. Lá, vários itens mágicos e tesouros são coletados, e então cavernas cheias de gelo e lava são exploradas. Os jogadores lutam por um segundo conjunto de florestas e chegam ao Castelo IronSpire. Ele consiste em uma série de labirintos nos quais os jogadores devem usar chaves para abrir portas e possivelmente resgatar outras donzelas. No final está o confronto final com o mago Malkil.

Kuros está prestes a obter a chave vermelha para abrir o baú do tesouro vermelho abaixo.

Os jogadores usam o controle para se mover horizontalmente e agachar. Kuros pode atacar inimigos usando sua Brightsword ou com outras armas e magia. Ele pode atacar inimigos enquanto estiver no ar ou em pé, segurando a espada na posição. O objetivo do jogo é coletar várias armas, magia, gemas e tesouros para superar os inimigos e outros obstáculos e perigos. As gemas são necessárias para subornar a criatura que guarda a entrada para o próximo nível. No final de cada nível, há uma criatura chefe que foi fortalecida pela magia negra de Malkil. Os chefes têm um medidor de "Poder de Magia Negra do Inimigo" que mostra o quão difícil o chefe é, quantos golpes são necessários para derrotá-lo e que tipo de armamento precisa ser usado. Kuros tem um medidor de vida que diminui conforme o tempo passa e quando ele sofre dano de inimigos. Os jogadores perdem uma vida quando o medidor de vida de Kuros acaba, mas mantêm todos os itens. O jogo termina quando todas as três vidas são perdidas, mas pode continuar; ao continuar, todos os itens permanecem, mas a pontuação é zerada. O medidor de vida de Kuros é reabastecido coletando pedaços de carne espalhados pelos níveis.
Itens úteis estão dentro de bolotas, tochas e baús de tesouro. Baús e portas são codificados por cores e requerem uma chave de cor correspondente. Algumas armas e itens mágicos são substituídos ao coletar um novo item. Os itens incluem o seguinte: "Botas da Força" que podem abrir baús e portas com chutes; poções mágicas que concedem temporariamente a Kuros invulnerabilidade, velocidade extra ou habilidade extra de salto; gemas para ajudar a subornar o guardião do fim do nível; um escudo para proteger de ataques inimigos; a "Poção da Levitação" que permite que Kuros flutue para cima; a "Adaga do Arremesso" e o "Machado de Batalha de Agor" que são lançados em inimigos e retornam como um bumerangue; a "Pena da Queda de Penas" que diminui a velocidade de queda de Kuros; a "Varinha da Maravilha" e o "Cajado do Poder" que disparam bolas de gelo e fogo, respectivamente; o "Manto da Escuridão" que torna Kuros invisível para os inimigos; as "Botas da Caminhada da Lava" que permitem que Kuros ande sobre a lava; "Ovos Explosivos" que destroem todos os inimigos na tela; "Despertadores" que param todos os inimigos por um breve período;  upgrades de faca e machado; e uma "trombeta" para revelar portas escondidas para cavernas de gemas. Aumentos de pontuação incluem moedas, orbes, cálices, tesouros inteiros e resgate de donzelas.

## Enredo
Wizards & Warriors coloca o herói Kuros, o "Cavaleiro Guerreiro dos Livros de Excalibur", contra o principal antagonista, o mago maligno Malkil. Ele era considerado um dos maiores magos da terra, tanto que Merlin era um de seus alunos. No entanto, o envelhecido Malkil enlouqueceu, usando sua magia para o mal, e capturou a princesa como prisioneira no Castelo IronSpire, nas profundezas das florestas de Elrond. O bravo cavaleiro Kuros é convocado para se aventurar pelas florestas de Elrond. Ele está armado com a lendária Brightsword, uma espada poderosa o suficiente para derrotar demônios, insetos, mortos-vivos e outras criaturas sob o feitiço de Malkil. Com a espada, ele se aventura pelas florestas de Elrond e pelas várias cavernas e túneis até o Castelo IronSpire, para derrotar Malkil e resgatar a princesa.

## Desenvolvimento
Wizards & Warriors foi desenvolvido pela empresa britânica Rare para o Nintendo Entertainment System. Foi lançado pela Acclaim Entertainment na América do Norte em dezembro de 1987; e na Europa em 7 de janeiro de 1990. Foi lançado no Japão pela Jaleco com o título Densetsu no Kishi Elrond (伝説の騎士エルロンド, Legendary Knight Elrond) em 15 de julho de 1988. Wizards & Warriors foi o primeiro jogo da Acclaim como editora nacional; os lançamentos anteriores da Acclaim foram todos localizações de jogos originalmente lançados por outras empresas. É o segundo lançamento da Rare para NES, depois do Slalom. A trilha sonora foi composta pelo compositor de jogos eletrônicos David Wise.

## Recepção
Wizards & Warriors foi analisado em Nintendo Fun Club News, o precursor de Nintendo Power. A Nintendo Power o chamou de o melhor jogo para o controle NES Advantage, permitindo concentração na jogabilidade estratégica. Em 1989, ele nomeou o jogo para "Melhores Gráficos e Som" e Kuros para "Melhor Personagem" em seu "Nintendo Power Awards '88", mas não ganhou em nenhuma categoria. VideoGames & Computer Entertainment elogiou o desafio do jogo, a necessidade de resolução de problemas para usar vários itens para derrotar alguns inimigos e progredir, a necessidade de encontrar salas escondidas para itens, a alta dificuldade sendo compensada por continuações, os "excelentes gráficos e som" e a jogabilidade no estilo arcade. O Power Play elogiou os gráficos, o som e os extras, mas criticou sua "jogabilidade obsoleta"".
Arnie Katz analisou o jogo para a Computer Gaming World, afirmando que "Wizards & Warriors refuta a alegação de que todos os videogames são tiros ao alvo desenfreados. Esta busca de ação envolvente e bem programada oferece uma experiência de jogo satisfatória e completa."
Em uma retrospectiva de toda a série Wizards & Warriors, a revista britânica Retro Gamer fez uma análise positiva do primeiro jogo, dizendo que "a primeira aventura de Kuros foi uma experiência única para os jogadores de NES em 1987, e tecnicamente bem à frente de outros jogos para o console na época". A análise disse que o jogo de plataforma enfatiza a caça ao tesouro e itens, e que a maioria dos jogadores não gostou do nível de dificuldade relativamente fácil devido às continuações ilimitadas. De acordo com a retrospectiva, em 1988, a Rare mostrou Wizards & Warriors para a Zippo Games, que estava em turnê pela Rare e sua biblioteca NES. A Rare pediu à Zippo para desenvolver uma sequência, que se tornou Ironsword: Wizards & Warriors II. Em outra retrospectiva no 25º aniversário da Rare, a GamePro chamou o jogo de "único na época" devido às continuações ilimitadas.
Wizards & Warriors recebeu escassa cobertura de sites de videogame modernos. A GamesRadar nomeou o tema de abertura "Game music of the day", observando que o tema "sugere, desde o momento em que você liga o jogo, que cavaleiros, magos, goblins e quem sabe o que mais estão prestes a colidir em uma batalha tão épica que está destinada a uma pintura de Frazetta". JC Fletcher da Joystiq chamou o jogo de "um simples jogo de ação e plataforma sobre um cara com armadura grossa que abre baús de tesouros com um chute para subornar cavaleiros". Ele observa a variedade de itens bons e ruins, como o "Staff of Power" que causa muito dano aos inimigos e, inversamente, o "Cloak of Darkness", que ele diz "torna Kuros invisível para você, mas não para os inimigos". Ele disse que o jogo tem uma sensação de arcade, com continues ilimitados, uma lista de pontuações mais altas, entrada de nomes para pontuações mais altas e boa música. Jef Rouner, do Houston Press, elogiou a música e a animação do jogo e destacou seu alto nível de dificuldade, especialmente durante as batalhas contra chefes. A IGN colocou Wizards & Warriors na posição #56 em sua lista dos "100 melhores jogos de NES", e o crítico Sam Claiborn disse que o jogo foi inspirado no estilo de RPGs "Dungeons & Dragons" e adicionou elementos de plataforma de ação. Seanbaby criticou o jogo por itens que não funcionavam como o esperado, incluindo o "Cloak of Darkness" e o "Boots of Lava Walk".

## Outras midias
Wizards & Warriors foi publicado como um jogo portátil independente pela Acclaim em setembro de 1989, em uma série de versões portáteis, incluindo WWF WrestleMania Challenge, Knight Rider, 1943: The Battle of Midway, e Rocky. Kuros e Malkil foram apresentados – junto com os personagens-título de Kwirk e BigFoot, Tyrone de Arch Rivals, e personagens de NARC – na série animada de 1990 The Power Team, parte do programa de análise de jogos eletrônicos Video Power. Malkil está em um episódio de Captain N: The Game Master chamado "Nightmare on Mother Brain's Street", onde o mundo do jogo é chamado de Excalibur e não de Elrond.
Wizards & Warriors é um dos oito jogos de NES novelizados para a série Worlds of Power, escrito pela autora de livros infantis Ellen Miles (o criador da série Seth Godin também é creditado sob o pseudônimo "F. X. Nine").

## Ligações Externas
- Wizards & Warriors no MobyGames
- Músicas do Wizards & Warriors no OverClocked ReMix
- Wizards & Warriors, base de dados do lançamento no Internet Speculative Fiction Database (em inglês)